# Parc provincial sauvage Birch Mountains
Le parc provincial sauvage Birch Mountains (anglais : Birch Mountains Wildland Provincial Park) située dans la municipalité régionale de Wood Buffalo en Alberta (Canada). Il comprend l'une des rares hardes de bison des bois hors du parc national Wood Buffalo.
Le territoire du parc a de nombreux écosystèmes qui incluent le touladi, le grand corégone, le cisco de lac, l'ombre arctique, le doré jaune, et la perchaude, le balbuzard pêcheur et le pygargue à tête blanche. On y retrouve aussi une rare variété d'isoetes, qui a été découverte en 2004,.
La superficie du parc est de 1445,05 km². On peut y accéder seulement par avion durant l'été ou par motoneige durant l'hiver. Il 'y a aucun camping aménagé dans le parc, mais il y a deux refuge d'arrière-pays: le Namur Lake Lodge et l'Island Lake Lodge. Les activités qu'il est possible de faire sont la randonnée pédestre, le camping, la chasse, la pêche, la pêche blanche. L'utilisation de véhicule hors route est permise sur les sentiers.